# ヒメキノエアナナス

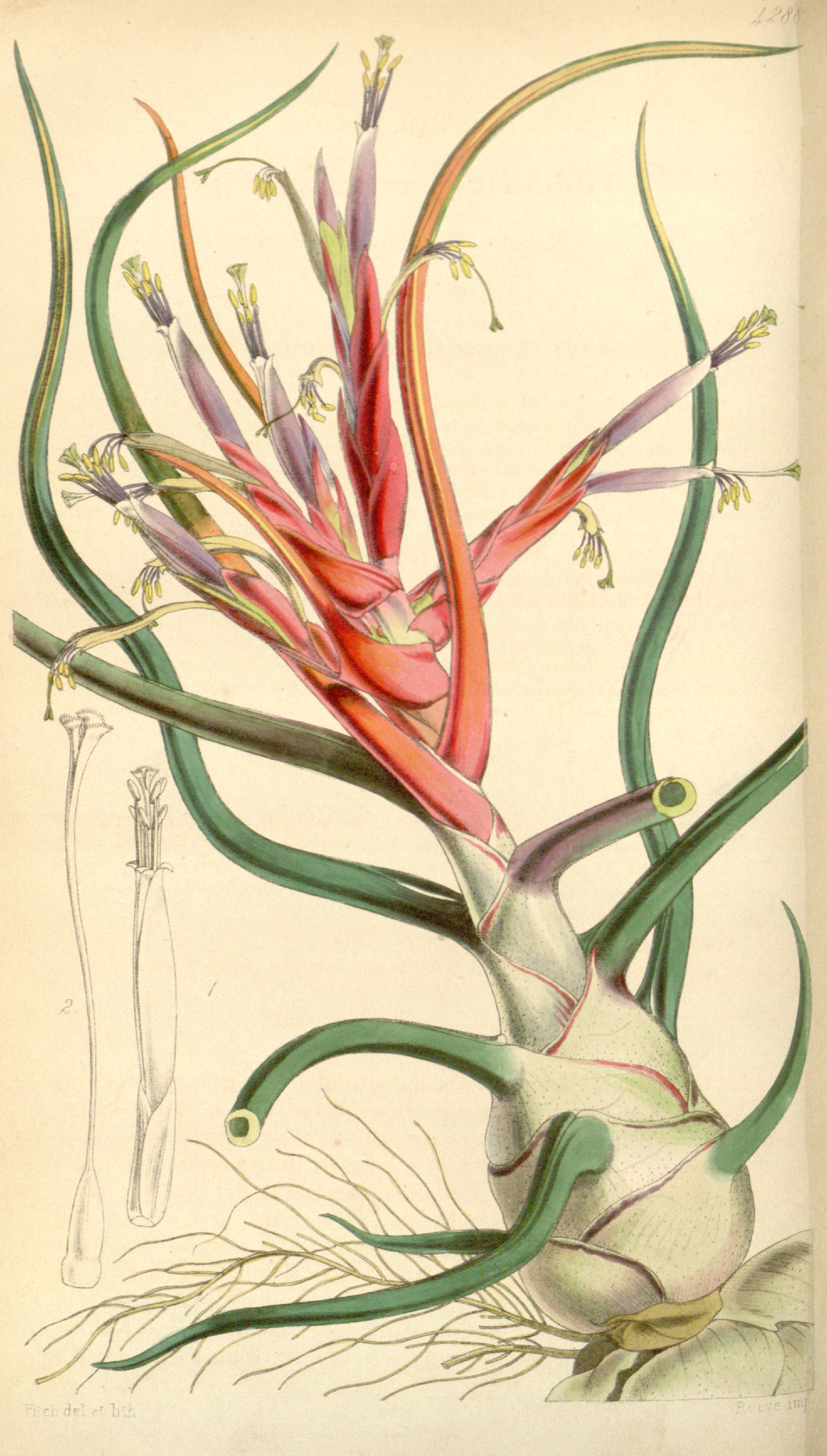
図版

ヒメキノエアナナス Tillandsia bulbosa はハナアナナス属の植物の1つ。いわゆるエアープランツの壺型タイプを代表するものである。園芸上は学名カナ読みのブルボーサが通用する。

## 特徴
小型の草本で、野生状態では樹木の枝に根を絡ませて着生した状態で生息する。茎は伸びず、葉は基部が膨らんで球根状になるものである。全体の高さは7-32cmほどで葉は数少なくて8枚からせいぜい15枚ほどしかない。一枚の葉は鱗片状の基部と針状の葉身部に2分される。葉身部は長さ30cm以下、幅は2-7mmで先端は鋭く尖り、細長い葉の両側が内側に巻き込んで筒状を呈する。全体としては強く曲がり込み、内向きに巻きねじれるなど様々な形になる。基部はユリの球根を形成する鱗葉の様な形状になり、長さ2-5cm、表面は微小な灰色の鱗片に覆われ、緑色か緑白色だが鞘の縁が紅褐色になることもある。これが折り重なってラッキョウのような形の偽鱗茎を形成する。
花茎は直立して伸び出すが短い。花茎苞は葉状で長く、上の方のものは赤色に色づく。花序は茎の先端に単生するか、あるいは少数の穂状花序がおおむね掌状にまとまる。個々の穂状花序は羽型で赤か緑、披針形で先端が尖り、長さは2-5cmで4-16個の花をつける。花軸は細くて鱗片がある。一次苞は卵形で先が尖り、花序より短い。花苞は瓦重ね状に配置して卵形で先端は突き出して尖り、長さ13mm、ほぼ紙質で鱗片がある。花には柄がない。萼片は長楕円形で長さ13mm、急に尖る。花弁は線形で先が尖り、青から菫色をしており、長さ3-4cm。雄しべは花弁より突き出す。蒴果は円柱形、長さ4cm以下。
ティランジア亜属に含まれる。

## 分布
メキシコ南部、西インド諸島からコロンビア、ブラジル北部まで分布し、その最高標高は1400mである。分布域の広さもあり、大きさなどには変異が大きい。

## 利用
いわゆるエアープランツの1つとして栽培される。この類で本種のように茎がなくて基部が球根状に膨らんだものを園芸方面で壺型と呼ぶが、本種はその中でも特にポピュラーなものとされる。白花品もあり、苞は黄色くなる。緑葉種に属し、水を好み、多湿な条件が求められる。